# Gran Premio motociclistico d'Austria 1985
Il Gran Premio motociclistico d'Austria fu il quinto appuntamento del motomondiale 1985, si trattò della quattordicesima edizione del Gran Premio motociclistico d'Austria valida per il motomondiale.
Si svolse il 2 giugno 1985 a Salisburgo e gareggiarono le classi 125, 250, 500 oltre ai sidecar. Ottennero la vittoria Freddie Spencer in classe 500 e in 250 (alla seconda doppietta consecutiva dopo quella ottenuta in Italia) e Fausto Gresini in 125 mentre tra i sidecar si impose l'equipaggio Rolf Biland/Kurt Waltisperg.

## Classe 500
La gara della classe regina è stata effettuata in due manches a causa della pioggia che è venuta a cadere a metà della gara; il risultato finale è stato deciso per somma dei tempi. Il vincitore è stato lo statunitense Freddie Spencer (partito anche dalla pole position) che ha preceduto di pochi centesimi il connazionale Eddie Lawson e il francese Christian Sarron.
Gli stessi tre piloti, nell'ordine, capeggiano la classifica iridata provvisoria.

### Arrivati al traguardo
| Pos. | Pilota              | Moto       | Tempo    | Griglia | Punti |
| ---- | ------------------- | ---------- | -------- | ------- | ----- |
| 1    | Freddie Spencer     | Honda      | 40.40.48 | 1       | 15    |
| 2    | Eddie Lawson        | Yamaha     | 40.40.51 | 2       | 12    |
| 3    | Christian Sarron    | Yamaha     | 41.14.84 | 3       | 10    |
| 4    | Randy Mamola        | Honda      | 41.27.01 | 4       | 8     |
| 5    | Robert McElnea      | Suzuki     | 42.02.32 | 15      | 6     |
| 6    | Didier de Radiguès  | Honda      | 42.05.76 | 14      | 5     |
| 7    | Mike Baldwin        | Honda      | 42.21.14 | 11      | 4     |
| 8    | Boet van Dulmen     | Honda      | 42.21.23 | 10      | 3     |
| 9    | Tadahiko Taira      | Yamaha     | 42.22.34 | 8       | 2     |
| 10   | Raymond Roche       | Yamaha     | 42.34.42 | 7       | 1     |
| 11   | Eero Hyvärinen      | Honda      | 42.35.08 | 22      |       |
| 12   | Gustav Reiner       | Honda      | 42.35.76 | 18      |       |
| 13   | Franco Uncini       | Suzuki     | 42.51.42 | 16      |       |
| 14   | Takazumi Katayama   | Honda      | 1 giro   | 9       |       |
| 15   | Wayne Gardner       | Honda      | 1 giro   | 6       |       |
| 16   | Ron Haslam          | Honda      | 1 giro   | 5       |       |
| 17   | Wolfgang von Muralt | Suzuki     | 1 giro   | 17      |       |
| 18   | Karl Truchsess      | Honda      | 1 giro   | 21      |       |
| 19   | Christian Le Liard  | Chevallier | 1 giro   | 19      |       |
| 20   | Dave Petersen       | Honda      | 1 giro   | 23      |       |
| 21   | Manfred Fischer     | Honda      | 1 giro   | 24      |       |
| 22   | Paul Iddon          | Suzuki     | 2 giri   | 29      |       |
| 23   | Keith Huewen        | Honda      | 2 giri   | 13      |       |
| 24   | Rob Punt            | Suzuki     | 2 giri   | 26      |       |
| 25   | Marco Gentile       | Yamaha     | 2 giri   | 28      |       |
| 26   | Josef Doppler       | Suzuki     | 2 giri   | 32      |       |
| 27   | Simon Buckmaster    | Suzuki     | 2 giri   | 30      |       |
| 28   | Gary Lingham        | Suzuki     | 3 giri   | 34      |       |

### Ritirati
| Pilota            | Moto       | Motivo | Griglia |
| ----------------- | ---------- | ------ | ------- |
| Henk van der Mark | Honda      |        | 20      |
| Georg Jung        | Suzuki     |        | 33      |
| Fabio Biliotti    | Honda      |        | 27      |
| Sito Pons         | Suzuki     |        | 25      |
| Josef Ragginger   | Suzuki     |        | 31      |
| Massimo Broccoli  | Suzuki     |        | 35      |
| Thierry Espié     | Chevallier |        | 12      |

## Classe 250
Anche in questa gara il dominatore assoluto è stato lo statunitense Freddie Spencer che ha ottenuto pole position, giro più veloce e vittoria della gara; alle sue spalle si sono piazzati il tedesco Anton Mang e l'italiano Fausto Ricci
La classifica iridata è capeggiata da Spencer davanti a Mang e Martin Wimmer.

### Arrivati al traguardo
| Pos. | Pilota              | Moto       | Tempo    | Griglia | Punti |
| ---- | ------------------- | ---------- | -------- | ------- | ----- |
| 1    | Freddie Spencer     | Honda      | 35.19.89 | 1       | 15    |
| 2    | Anton Mang          | Honda      | 35.21.47 | 2       | 12    |
| 3    | Fausto Ricci        | Honda      | 35.32.87 | 10      | 10    |
| 4    | Martin Wimmer       | Yamaha     | 35.33.99 | 4       | 8     |
| 5    | Loris Reggiani      | Aprilia    | 35.34.99 | 15      | 6     |
| 6    | Hans Lindner        | Rotax      | 35.35.25 | 9       | 5     |
| 7    | Juan Garriga        | Rotax      | 35.35.49 | 21      | 4     |
| 8    | Pierre Bolle        | Parisienne | 35.36.05 | 19      | 3     |
| 9    | Carlos Lavado       | Yamaha     | 35.36.30 | 3       | 2     |
| 10   | Siegfried Minich    | Yamaha     | 35.37.37 | 17      | 1     |
| 11   | August Auinger      | Bartol     | 35.52.06 | 8       |       |
| 12   | Thierry Rapicault   | Yamaha     | 35.52.34 | 24      |       |
| 13   | Jacques Cornu       | Honda      | 35.53.41 | 30      |       |
| 14   | Niall Mackenzie     | Armstrong  | 35.53.65 | 29      |       |
| 15   | Maurizio Vitali     | Garelli    | 35.53.97 | 6       |       |
| 16   | Roland Freymond     | Yamaha     | 35.58.12 | 33      |       |
| 17   | Alan Carter         | Honda      | 35.58.49 | 12      |       |
| 18   | Dominique Sarron    | Honda      | 35.58.95 | 23      |       |
| 19   | Donnie McLeod       | Armstrong  | 35.59.14 | 11      |       |
| 20   | Michel Galbit       | Yamaha     | 36.05.77 | 32      |       |
| 21   | Karl-Thomas Grässel | Honda      | 36.06.07 | 22      |       |
| 22   | Josef Hutter        | Bartol     | 36.08.77 | 18      |       |
| 23   | Patrick Fernandez   | Cobas      | 36.11.17 | 26      |       |
| 24   | Hans Becker         | Yamaha     | 36.11.45 | 25      |       |
| 25   | Thomas Bacher       | Rotax      | 36.42.37 | 7       |       |
| 26   | Erich Klein         | Rotax      | 1 giro   | 20      |       |

### Ritirati
| Pilota                 | Moto   | Motivo | Griglia |
| ---------------------- | ------ | ------ | ------- |
| Carlos Cardús          | Cobas  |        | 5       |
| René Delaby            | Rotax  |        | 13      |
| Edwin Weibel           | Yamaha |        | 16      |
| Jean-Louis Guignabodet | Rotax  |        | 28      |
| Antonio Garcia         | Cobas  |        | 31      |
| Andy Watts             | EMC    |        | 36      |
| Antonio Neto           | Cobas  |        | 34      |
| Harald Eckl            | Yamaha |        | 35      |

### Non partiti
| Pilota          | Moto   |
| --------------- | ------ |
| Reinhold Roth   | Yamaha |
| Mario Rademeyer | Yamaha |

### Non qualificati
| Pilota               | Moto   |
| -------------------- | ------ |
| Stefan Klabacher     | Rotax  |
| Herbert Besendörfer  | Yamaha |
| Jean-Michel Mattioli | Yamaha |
| Iván Palazzese       | Yamaha |
| Geoff Fowler         | Arbizu |
| Jean-Luc Guillemet   | Yamaha |
| Silvo Habat          | Yamaha |
| Vincenzo Cascino     | Cobas  |
| Hubert Abold         | Honda  |
| Manfred Obinger      | Yamaha |

## Classe 125
Nella gara relativa alla ottavo di litro, prima vittoria stagionale per l'italiano Fausto Gresini che ha preceduto l'austriaco August Auinger e l'altro italiano Ezio Gianola.
La classifica iridata è capeggiata da un altro italiano, Pier Paolo Bianchi che precede Gresini e Gianola.

### Arrivati al traguardo
| Pos. | Pilota             | Moto    | Tempo    | Griglia | Punti |
| ---- | ------------------ | ------- | -------- | ------- | ----- |
| 1    | Fausto Gresini     | Garelli | 34.24.79 | 3       | 15    |
| 2    | August Auinger     | MBA     | 34.25.05 | 5       | 12    |
| 3    | Ezio Gianola       | Garelli | 34.25.74 | 1       | 10    |
| 4    | Pier Paolo Bianchi | MBA     | 35.06.60 | 6       | 8     |
| 5    | Bruno Kneubühler   | MBA     | 35.16.63 | 2       | 6     |
| 6    | Olivier Liégeois   | MBA     | 35.19.03 | 7       | 5     |
| 7    | Lucio Pietroniro   | MBA     | 35.19.73 | 9       | 4     |
| 8    | Håkan Olsson       | MBA     | 35.19.93 | 14      | 3     |
| 9    | Alfred Waibel      | MBA     | 35.20.20 | 10      | 2     |
| 10   | Jean-Claude Selini | MBA     | 35.30.17 | 12      | 1     |
| 11   | Domenico Brigaglia | MBA     | 35.30.17 | 13      |       |
| 12   | Willy Pérez        | MBA     | 35.39.53 | 11      |       |
| 13   | Jacky Hutteau      | MBA     | 35.39.53 | 19      |       |
| 14   | Anton Straver      | MBA     | 35.40.10 | 18      |       |
| 15   | Andrés Sánchez     | MBA     | 35.40.38 | 26      |       |
| 16   | Johnny Wickström   | MBA     | 35.42.05 | 23      |       |
| 17   | Karl Dauer         | MBA     | 35.48.01 | 31      |       |
| 18   | Mike Leitner       | MBA     | 35.52.43 | 20      |       |
| 19   | Thomas Pedersen    | MBA     | 1 giro   | 22      |       |
| 20   | Norbert Peschke    | MBA     | 1 giro   | 32      |       |
| 21   | Helmut Lichtenberg | MBA     | 1 giro   | 28      |       |
| 22   | Willy Hupperich    | MBA     | 1 giro   | 24      |       |
| 23   | Boy van Erp        | MBA     | 1 giro   | 17      |       |
| 24   | Adolf Stadler      | MBA     | 1 giro   | 33      |       |
| 25   | Beat Sidler        | MBA     | 1 giro   | 36      |       |
| 26   | Peter Balaz        | MBA     | 1 giro   | 30      |       |
| 27   | Wilhelm Lücke      | MBA     | 1 giro   | 35      |       |
| 28   | Jussi Hautaniemi   | MBA     | 1 giro   | 15      |       |
| 29   | Robert Hmeljak     | MBA     | 1 giro   | 34      |       |
| 30   | Luca Cadalora      | MBA     | 1 giro   | 8       |       |

### Ritirati
| Pilota             | Moto | Motivo | Griglia |
| ------------------ | ---- | ------ | ------- |
| Fabio Meozzi       | MBA  |        | 4       |
| Thierry Feuz       | MBA  |        | 16      |
| Giuseppe Ascareggi | MBA  |        | 21      |
| Alex Bedford       | MBA  |        | 25      |
| Robin Appleyard    | MBA  |        | 27      |

### Non partito
| Pilota   | Moto |
| -------- | ---- |
| Ton Spek | MBA  |

### Non qualificati
| Pilota            | Moto  |
| ----------------- | ----- |
| Josef Bader       | MBA   |
| Werner Schmied    | Rotax |
| Alfons Breu       | MBA   |
| Fernando Gonzalez | MBA   |
| Hans Pristavnik   | MBA   |

## Classe sidecar
Anche la gara dei sidecar, come quella della 500, è disputata in due manche a causa di un'interruzione per pioggia. Al momento della bandiera rossa in testa c'erano Werner Schwärzel-Fritz Buck, ma nella seconda manche sul bagnato Rolf Biland-Kurt Waltisperg colmano il divario tanto da risultare vincitori nella somma dei tempi; sul podio salgono anche Schwärzel-Buck e Webster-Hewitt.
Dopo due gare la classifica vede Schwärzel in testa con 27 punti, davanti a Biland a 23, Webster a 22 ed Egbert Streuer a 18.

### Arrivati al traguardo (posizioni a punti)[4]
| Pos | Pilota           | Passeggero         | Moto         | Tempo    | Punti |
| --- | ---------------- | ------------------ | ------------ | -------- | ----- |
| 1   | Rolf Biland      | Kurt Waltisperg    | LCR-Yamaha   | 35'53"64 | 15    |
| 2   | Werner Schwärzel | Fritz Buck         | LCR-Yamaha   | 35'59"61 | 12    |
| 3   | Steve Webster    | Tony Hewitt        | LCR-Yamaha   | 36'10"27 | 10    |
| 4   | Egbert Streuer   | Bernard Schnieders | LCR-Yamaha   | 36'20"75 | 8     |
| 5   | Alfred Zurbrügg  | Martin Zurbrügg    | LCR-Yamaha   | 36'47"12 | 6     |
| 6   | Mick Barton      | Simon Birchall     | LCR-Yamaha   | 36'58"30 | 5     |
| 7   | Derek Bailey     | Brian Nixon        | LCR-Yamaha   |          | 4     |
| 8   | Hans Hügli       | Andreas Schütz     | LCR-Yamaha   |          | 3     |
| 9   | Masato Kumano    | Helmut Diehl       | LCR-Yamaha   |          | 2     |
| 10  | Rolf Steinhausen | Bruno Hiller       | Busch-Yamaha |          | 1     |